# Clubiona haupti
Clubiona haupti este o specie de păianjeni din genul Clubiona, familia Clubionidae, descrisă de Tang, Song și Zhu în anul 2005. Conform Catalogue of Life specia Clubiona haupti nu are subspecii cunoscute.